# MundoTenis Open 2024
Il MundoTenis Open 2024 è un torneo femminile di tennis giocato sui campi in terra rossa. È la 6ª edizione del torneo, facente parte della categoria WTA 125 nell'ambito del WTA Challenger Tour 2024. Si gioca al Jurerê Sports Center di Florianópolis in Brasile dal 2 all'8 dicembre 2024.

## Partecipanti al singolare

### Teste di serie
| Nazionalità | Giocatrice        | Ranking* | Testa di serie |
| ----------- | ----------------- | -------- | -------------- |
| Argentina   | María Carlé       | 81       | 1              |
| Egitto      | Mayar Sherif      | 93       | 2              |
| Argentina   | Julia Riera       | 112      | 3              |
| Lettonia    | Darja Semeņistaja | 121      | 4              |
| Brasile     | Laura Pigossi     | 129      | 5              |
| Ungheria    | Panna Udvardy     | 159      | 6              |
| Polonia     | Maja Chwalińska   | 161      | 7              |
| Francia     | Léolia Jeanjean   | 171      | 8              |

* Ranking al 25 novembre 2024.

### Altre partecipanti
Le seguenti giocatrici hanno ricevuto una wild card per il tabellone principale:
- Ana Candiotto
- Martina Capurro Taborda
- Luiza Fullana
- Antonia Vergara Rivera

La seguente giocatrice è entrata in tabellone utilizzando il ranking protetto:
- Nina Stojanović

Le seguenti giocatrici sono passate dalle qualificazioni:
- Alevtina Ibragimova
- Ylena In-Albon
- Anastasia Kulikova
- Marija Tkačëva

## Partecipanti al doppio

### Teste di serie
| Nazione     | Giocatrice          | Nazione | Giocatrice           | Rank1 | Teste di serie |
| ----------- | ------------------- | ------- | -------------------- | ----- | -------------- |
| Stati Uniti | Jessie Aney         |         | Amina Anšba          | 239   | 1              |
| Brasile     | Ingrid Martins      | Grecia  | Despoina Papamichaīl | 243   | 2              |
| Italia      | Nicole Fossa Huergo | Ucraina | Valerija Strachova   | 298   | 3              |
| Egitto      | Mayar Sherif        | Serbia  | Nina Stojanović      | 335   | 4              |

* Ranking al 25 novembre 2024.

### Altre partecipanti
La seguente coppia ha ricevuto una wild card per il tabellone principale:
- Ana Candiotto /  Luiza Fullana

La seguente coppia di giocatrici è subentrata come alternate:
- Carolina Bohrer Martins /  Antonia Vergara Rivera

### Ritiri
Prima del torneo
- Francisca Jorge /  Guiomar Maristany → sostituite da  Carolina Bohrer Martins /  Antonia Vergara Rivera

## Campionesse

### Singolare
Maja Chwalińska ha sconfitto in finale  Ylena In-Albon con il punteggio di 6-1, 6-2.

### Doppio
Maja Chwalińska /  Laura Pigossi hanno sconfitto in finale  Nicole Fossa Huergo /  Valerija Strachova con il punteggio di 7-6(3), 6-3.